# Sérgio Henrique Saboia Bernardes
Sérgio Henrique Saboia Bernardes (nacido el 18 de mayo de 1973) es un exfutbolista brasileño que se desempeñaba como centrocampista.
Jugó para clubes como el Verdy Kawasaki (1995).

## Trayectoria

### Clubes
| Club           | País  | Año  |
| -------------- | ----- | ---- |
| Verdy Kawasaki | Japón | 1995 |

## Estadística de carrera

### J. League
| Club           | Año   | J. League | J. League | Copa J. League | Copa J. League | Total | Total |
| Club           | Año   | Part.     | Goles     | Part.          | Goles          | Part. | Goles |
| -------------- | ----- | --------- | --------- | -------------- | -------------- | ----- | ----- |
| Verdy Kawasaki | 1995  | 10        | 0         | -              | -              | 10    | 0     |
| Total          | Total | 10        | 0         | 0              | 0              | 10    | 0     |